# Xestocephalus tessellatus
Xestocephalus tessellatus är en insektsart som beskrevs av Van Duzee 1894. Xestocephalus tessellatus ingår i släktet Xestocephalus och familjen dvärgstritar. Inga underarter finns listade i Catalogue of Life.